# Peja Stojaković
Predrag „Peja” Stojaković (cyr. Предраг Стојаковић; ur. 9 czerwca 1977 w Požedze) – serbski koszykarz, występujący na pozycji niskiego skrzydłowego, posiadający także greckie obywatelstwo. Mistrz świata z 2002, Europy z 2001, NBA z 2011. W grudniu 2011 zakończył wieloletnią karierę. Obecnie generalny menedżer zespołu G-League – Reno Bighorns.
Występował w lidze jugosłowiańskiej w drużynie FK Crvena zvezda (1992–94), skąd trafił do greckiego PAOK Saloniki (1994–1998). Dwukrotnie uhonorowany tytułem „Mister Europa Player of the Year” (2001, 2002) przez włoską gazetę „Superbasket”.
W drafcie 1996 wybrany z 14. numerem przez Sacramento Kings występował tam w latach (1998–2006), potem w Indiana Pacers (2006), następnie (2007–2010) w Hornets, później w Toronto Raptors 2010–2011. Tuż przed sezonem 2011/2012 oświadczył, że kończy karierę sportowca przez kontuzje pleców.
W 2004 wybrany do drugiej piątki ligi NBA. Trzykrotnie występował w meczu gwiazd NBA. Jako specjalista od rzutów za 3 punkty dwukrotnie wygrał Three-Point Shootout.
16 grudnia 2014 jego numer 16 został zastrzeżony przez Sacramento Kings.

## Osiągnięcia
Na podstawie, o ile nie zaznaczono inaczej.

### NBA
- Mistrz NBA z Dallas Mavericks (2011)[4]
- Zaliczony do II składu NBA (2004)[5]
- Zwycięzca konkursu:
  - rzutów za 3 punkty (2003, 2004) organizowanego przy okazji weekendu gwiazd[6]
  - 2 Ball (2001)[7]
- Zajął drugie miejsce w głosowaniu na „Zawodnika, który poczynił największy postęp” (NBA Most Improved Player Award – 2001)[8]
- Uczestnik:
  - meczu gwiazd NBA (2002–2003[a], 2004)[10]
  - konkursu rzutów za 3 punkty (2001–2004, 2008)
- dwukrotny lider NBA pod względem skuteczności rzutów wolnych (2004 – 92,7%, 2008 – 92,9%)[11]
- Zawodnik:
  - miesiąca NBA (listopad 2003)
  - tygodnia NBA (23.03.2003, 14.12.2003)
- Klub Sacramento Kings zastrzegł należący do niego numer 16[12]

### Europa
Drużynowe
- Mistrz Jugosławii (1993, 1994 – YUBA)
- Wicemistrz Grecji (1998)
- Zdobywca puchar Grecji (1995)
- Finalista pucharu:
  - Saporty (1996)
  - Jugosławii (1994)

Indywidualne
- MVP:
  - ligi greckiej (1998)
  - meczu gwiazd ligi greckiej (1997, 1998)
- Laureat nagród:
  - zawodnika roku:
    - Mr Europa (2001, 2002)[13]
    - Euroscar (2001)[13]

  - dla najlepszego młodego zawodnika ligi serbskiej (1994)
- Lider strzelców Euroligi (1998)

### Kadra
Drużynowe
- Mistrz:
  - świata (2002)
  - Europy (2001)
- Brązowy medalista mistrzostw Europy (1999)
- Uczestnik:
  - igrzysk olimpijskich (2000 – 6. miejsce)
  - mistrzostw Europy (1999, 2001, 2003 – 6. miejsce)

Indywidualne
- MVP mistrzostw Europy, rozegranych w Turcji (2001)
- Zaliczony do I składu najlepszych zawodników:
  - Eurobasketu (2001)
  - mistrzostw świata (2002)